# Unterirdische Moschee
Unterirdische Moscheen sind Moscheen, deren Räume und Einrichtung sich unter der Erdoberfläche befinden. Sie wurden entweder unter anderen Gebäuden errichtet oder liegen mit unauffälligem Erscheinungsbild frei im Boden. Die Gebetsräume unterirdischer Moscheen sind meist sehr klein, auch besitzen sie keine Minarette. Unterirdische Moscheen sind sehr selten zu finden, so auf Djerba und in Istanbul.

## Verbreitung

### Djerba

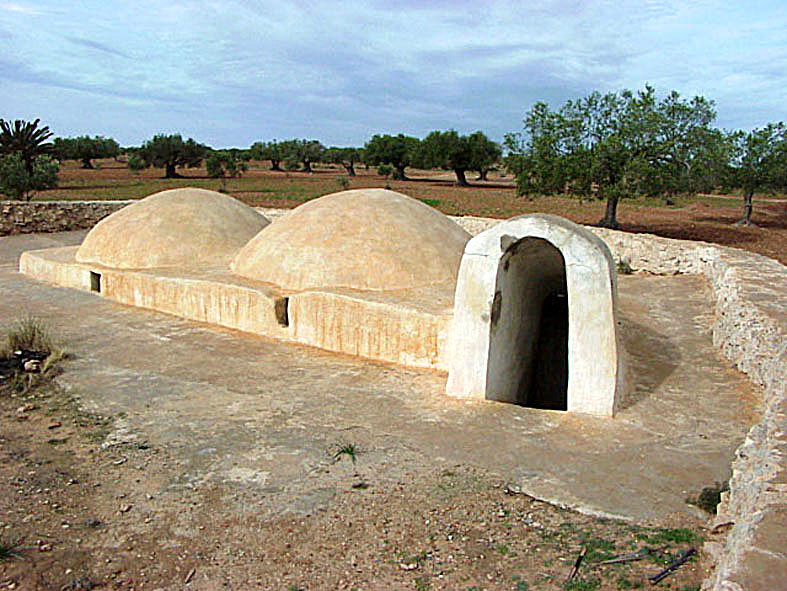
Ansicht einer unterirdischen Moschee auf Djerba.

Im Süden der tunesischen Insel Djerba findet sich eine unterirdische Moschee nahe der Ortschaft Sedouikech. Sie wird nicht mehr für Gebete genutzt und kann besichtigt werden. Auch in der Nähe von Ajim ist eine Moschee dieser Art zu finden. Sie diente als versteckte Gebetsstätte der Ibaditen.

### Istanbul
In Istanbul befindet sich die unterirdische Moschee Yeraltı Camii. Sie wurde im 18. Jahrhundert errichtet und liegt heute im Stadtteil Galata. Ursprünglich befand sich die Moschee unter einer Festungsanlage, die heute nicht mehr vorhanden ist.

### Jerusalem
Ende des 20. Jahrhunderts wurde begonnen, die unterirdischen Anlagen der Ställe Salomos auf dem Tempelberg zu einer unterirdischen Moschee umzubauen. Die Marwani-Moschee ist die größte unterirdische Moschee der Welt und fasst mehrere tausend Menschen. Die Baumaßnahmen sind äußerst umstritten. Dem islamischen Waqf, der den Tempelberg verwaltet und die Bauarbeiten veranlasste, wird vorgeworfen, durch den Bau der Moschee bedeutende archäologische Zeugnisse der jüdischen Vergangenheit des Heiligen Ortes zu zerstören. Im Aushub der Bauarbeiten wurden archäologische Funde gemacht, die dem Salomonischen Tempel zugeordnet werden.